# Hubert Bourdy
Hubert Bourdy (Troyes, 5 de marzo de 1957-Bourg-en-Bresse, 25 de junio de 2014) fue un jinete francés que compitió en la modalidad de salto ecuestre.
Participó en dos Juegos Olímpicos de Verano, obteniendo dos medallas de bronce en la prueba por equipos, en Seúl 1988 (junto con Frédéric Cottier, Michel Robert y Pierre Durand) y en Barcelona 1992 (con Hervé Godignon, Michel Robert y Éric Navet).
Ganó dos medallas en el Campeonato Mundial de Saltos Ecuestres de 1990 y una medalla de bronce en el Campeonato Europeo de Saltos Ecuestres de 1993.

## Palmarés internacional
| Juegos Olímpicos   | Juegos Olímpicos     | Juegos Olímpicos  | Juegos Olímpicos |
| Año                | Lugar                | Medalla           | Categoría        |
| ------------------ | -------------------- | ----------------- | ---------------- |
| 1988               | Seúl (Corea del Sur) | Medalla de bronce | Por equipos      |
| 1992               | Barcelona (España)   | Medalla de bronce | Por equipos      |
| Campeonato Mundial |                      |                   |                  |
| Año                | Lugar                | Medalla           | Categoría        |
| 1990               | Estocolmo (Suecia)   | Medalla de oro    | Por equipos      |
| 1990               | Estocolmo (Suecia)   | Medalla de bronce | Individual       |
| Campeonato Europeo |                      |                   |                  |
| Año                | Lugar                | Medalla           | Categoría        |
| 1993               | Gijón (España)       | Medalla de bronce | Por equipos      |